# 中日電子
株式会社中日電子（ちゅうにちでんし、英: Chunichi Denshi Co.,Ltd）は、かつて存在したテクノホライゾングループの情報機器、産業機器などの電子機器開発・製造メーカー。愛知県名古屋市瑞穂区に本社を置いていた。

## 概要
元々は中部日本放送のグループ会社で、2004年（平成16年）8月、株式会社タイテックの子会社となった。その後当時タイテックとエルモ社の共同持株会社であったテクノホライゾン・ホールディングス（現・テクノホライゾン）の傘下となる。2017年（平成29年）12月、タイテックに吸収合併された。

## 主な自社製品
- ハイレート400万画素カメラ
- USB-CANインターフェース

## 沿革
- 1965年（昭和40年）9月 - 設立
- 2004年（平成16年）8月 - 株式会社タイテックの子会社となる。
- 2010年（平成20年）4月1日 - 親会社の株式会社タイテックと株式会社エルモ社の株式移転によりテクノホライゾン・ホールディングス株式会社が設立。
- 2011年（平成21年）3月31日 - テクノホライゾン・ホールディングス株式会社の100%子会社となる。
- 2015年度（平成27年度）内 - 株式会社タイテックの100%子会社となる。
- 2016年（平成28年）7月1日 - 医療機器事業を同グループの株式会社中日諏訪オプト電子へ会社分割。
- 2016年（平成28年）10月1日 - 情報事業を株式会社エルモ社に事業譲渡、産業事業及び生産設備を株式会社タイテックに事業譲渡。
- 2017年（平成29年）12月1日 - 株式会社タイテックに吸収合併され解散。

## 事業所
- 本社・本社工場：名古屋市瑞穂区明前町8番18号